# Ministerstwo Niebezpiecznych Drani
Ministerstwo Niebezpiecznych Drani (ang. The Ministry of Ungentlemanly Warfare) – wojenna komedia akcji z 2024 roku w koprodukcji brytyjsko-amerykańskiej, wyreżyserowana przez Guy’a Ritchiego. Scenariusz oparto na książce pt. Churchill's Secret Warriors: The Explosive True Story of the Special Forces Desperadoes of WWII Damiena Lewisa.

## Fabuła
Film przedstawia mocno sfabularyzowaną wersję operacji Postmaster przeprowadzonej przez brytyjskich komandosów w czasie II wojny światowej, łącząc wątki historyczne i fikcyjne.

## Obsada
Źródło:
- Henry Cavill – Gus March-Phillipps
- Alan Ritchson – Anders Lassen
- Alex Pettyfer – Geoffrey Appleyard
- Eiza González – Marjorie Stewart
- Babs Olusanmokun – Richard Heron
- Cary Elwes – bryg. Gubbins „M”
- Hero Fiennes Tiffin – Henry Hayes
- Henry Golding – Freddy Alvarez
- Rory Kinnear – premier Winston Churchill
- Til Schweiger – Heinrich Luhr
- Freddie Fox – kmdr por. Ian Fleming
- Henry Zaga – kpt. Binea
- Danny Sapani – Kambili Kalu

## Produkcja
Paramount Pictures nabyło prawa do książki Damiena Lewisa pt. The Ministry of Ungentlemanly Warfare: How Churchill's Secret Warriors Set Europe Ablaze and Gave Birth to Modern Black Ops w 2015 roku. Guy Ritchie podpisał kontrakt na reżyserię projektu w lutym 2021 roku na podstawie scenariusza Arasha Amela, a producentem został Jerry Bruckheimer. W październiku 2022 roku ogłoszono, że w rolach głównych pojawią się Henry Cavill i Eiza González, a Black Bear Pictures będzie współfinansować film i zajmie się jego sprzedażą za pośrednictwem Black Bear International, natomiast Paramount nie jest już zaangażowany w produkcję. W lutym 2023 roku ogłoszono dodanie do obsady dodatkowych aktorów, w tym Alana Ritchsona, Henry’ego Goldinga, Alexa Pettyfera i Cary’ego Elwesa.
Zdjęcia rozpoczęły się 13 lutego 2023 roku w Antalyi w Turcji i zakończyły się w kwietniu 2023 roku.
W dniu rozpoczęcia zdjęć ogłoszono, że Lionsgate nabyło prawa do dystrybucji filmu w USA, planując jego szeroką dystrybucję w 2024 roku, a wybrane prawa do dystrybucji międzynarodowej zostały sprzedane Amazon Prime Video.

## Premiera
Film miał premierę 13 kwietnia 2024 roku w Nowym Jorku, a w całych Stanach Zjednoczonych trafił do kin 19 kwietnia 2024 roku nakładem wytwórni Lionsgate. Film został wydany w serwisach wideo na życzenie w strefie premium 10 maja 2024 roku. Później, 25 czerwca 2024 roku, film został wydany na DVD, Blu-ray i Ultra Blu-ray HD nakładem Lionsgate Home Entertainment, a 25 lipca 2024 roku na całym świecie na Amazon Prime Video.

## Odbiór

### Wyniki sprzedaży
W Stanach Zjednoczonych Ministerstwo Niebezpiecznych Drani miało premierę obok takich produkcji jak Abigail czy Spy × Family Code: White i przewidywano, że w weekend otwarcia osiągnie dochód w wysokości 5–8 mln dolarów w 2845 kinach. Film zarobił już 3,7 mln dolarów pierwszego dnia, w tym 1,45 mln z pokazów przedpremierowych. Finalnie Ministerstwo Niebezpiecznych Drani zadebiutowało z wynikiem 9 mln dolarów, zajmując czwarte miejsce za filmami Civil War, Abigail i Godzilla i Kong: Nowe imperium. W drugi weekend film stracił 57%, osiągając 3,86 mln dolarów brutto i zajmując szóste miejsce.

### Reakcje krytyków
Według agregatora recenzji Rotten Tomatoes, 68% z 165 recenzji krytyków jest pozytywnych, ze średnią oceną 6,1/10. Konkluzja autorów strony brzmi następująco: „Podkręcając prawdziwą historię bohaterskiego czynu w pełen akcji, widowisk i napięcia film, Ministerstwo Niebezpiecznych Drani stanowi kolejny solidny wpis do panteonu Guya Ritchiego”. Natomiast serwis Metacritic, który używa średniej ważonej, przyznał filmowi ogólną ocenę 55 na 100 na podstawie 38 recenzji krytyków, co wskazuje na „mieszane lub przeciętne” oceny. Widzowie ankietowani przez Cinemascore przyznali filmowi średnią ocenę „A−” w skali od A+ do F, podczas gdy ankietowani przez PostTrak przyznali mu 88% pozytywnych ocen.

## Nagrody
Film był nominowany do Saturn Awards w 2025 roku.